# Enrique Rodríguez Cano, Tihuatlán
Enrique Rodríguez Cano är en ort i Mexiko.   Den ligger i kommunen Tihuatlán och delstaten Veracruz, i den sydöstra delen av landet, 210 km nordost om huvudstaden Mexico City. Enrique Rodríguez Cano ligger 70 meter över havet och antalet invånare är 950.
Terrängen runt Enrique Rodríguez Cano är platt. Runt Enrique Rodríguez Cano är det ganska tätbefolkat, med 179 invånare per kvadratkilometer. Närmaste större samhälle är Poza Rica de Hidalgo, 16,8 km sydost om Enrique Rodríguez Cano. Trakten runt Enrique Rodríguez Cano består till största delen av jordbruksmark.